# 姫野宥弥
姫野 宥弥（ひめの ゆうや、1996年9月27日 - ）は、大分県大分市出身の元プロサッカー選手。登録ポジションはミッドフィールダー。マネジメント会社はイーマ。

## 来歴
大分トリニータサッカースクールに入学し、その後大分U-12に入団。中学生時はHOYO AC ELAN大分（現：ヴェルスパ大分）U-15に在籍したが、高校進学時に大分U-18に入団した。1年次よりスタメンとして起用され、2013年のプリンスリーグ九州1部優勝に貢献。そして2014年には、プリンスリーグ九州1部を連覇し臨んだプレミアリーグ参入戦で大谷室蘭高、米子北高を下し、自身の一番の目標としていた チーム初となるプレミアリーグ昇格に貢献した。当時の大分U-18監督であった山崎哲也からは「運動量が多く、チームに欠かせない存在」と評された。
2015年、坂井大将、佐藤昂洋とともにトップチームへ昇格。同年3月には同期の佐藤とともにかつて下部組織に所属したJFL・ヴェルスパ大分に育成型期限付き移籍 にて加入しリーグ戦9試合に出場。6月に移籍期間満了により大分に復帰。第41節・大宮アルディージャ戦にて、後半33分から交代出場によりリーグ戦初出場を果たした。
2016年は前年の大分のJ3リーグ降格に伴い、同リーグでプレー。前半戦はベンチメンバーが主であったが、第16節・FC琉球戦で当シーズン2度目の先発出場を果たすと、以後1試合を除いた全試合に先発出場。大分の1年でのJ3優勝、J2復帰に貢献した。
2017年は再びJ2でプレー。同年は鈴木義宜、竹内彬、三平和司と共に副キャプテンを務めた。開幕戦を含め2試合連続で先発出場したが、その後はベンチメンバーが殆どであった。同年の天皇杯2回戦・FC町田ゼルビア戦にて公式戦初得点を記録。
2019年、ザスパクサツ群馬に期限付き移籍。2020年は藤枝MYFCに期限付き移籍。全試合に出場を果たし、自己最多の3得点をマークした。
2021年、カターレ富山に完全移籍で加入。
2022年、カターレ富山との契約が満了。
2023年、ヴァンラーレ八戸に移籍。2023年12月20日に現役引退を発表。

## 所属クラブ
- 大分トリニータサッカースクール南大分校
- 2006年 - 2008年 大分トリニータU-12（大分市立賀来小学校）
- 2009年 - 2011年 HOYO AC ELAN大分U-15（大分市立賀来中学校）
- 2012年 - 2014年 大分トリニータU-18（大分東明高校）
- 2015年 - 2020年 大分トリニータ
  - 2015年3月 - 同年6月 ヴェルスパ大分（育成型期限付き移籍）
  - 2019年 ザスパクサツ群馬（期限付き移籍）
  - 2020年 藤枝MYFC（期限付き移籍）
- 2021年 - 2022年 カターレ富山
- 2023年 ヴァンラーレ八戸

## 個人成績
| 国内大会個人成績 | 国内大会個人成績 | 国内大会個人成績 | 国内大会個人成績 | 国内大会個人成績 | 国内大会個人成績 | 国内大会個人成績 | 国内大会個人成績 | 国内大会個人成績 | 国内大会個人成績 | 国内大会個人成績 | 国内大会個人成績 |
| 年度             | クラブ           | 背番号           | リーグ           | リーグ戦         | リーグ戦         | リーグ杯         | リーグ杯         | オープン杯       | オープン杯       | 期間通算         | 期間通算         |
| 年度             | クラブ           | 背番号           | リーグ           | 出場             | 得点             | 出場             | 得点             | 出場             | 得点             | 出場             | 得点             |
| 日本             | 日本             | 日本             | 日本             | リーグ戦         | リーグ戦         | リーグ杯         | リーグ杯         | 天皇杯           | 天皇杯           | 期間通算         | 期間通算         |
| ---------------- | ---------------- | ---------------- | ---------------- | ---------------- | ---------------- | ---------------- | ---------------- | ---------------- | ---------------- | ---------------- | ---------------- |
| 2015             | 大分             | 24               | J2               | 0                | 0                | -                | -                | -                | -                | 0                | 0                |
| 2015             | V大分            | 27               | JFL              | 9                | 0                | -                | -                | -                | -                | 9                | 0                |
| 2015             | 大分             | 24               | J2               | 2                | 0                | -                | -                | 1                | 0                | 3                | 0                |
| 2016             | 大分             | 24               | J3               | 19               | 0                | -                | -                | 1                | 0                | 20               | 0                |
| 2017             | 大分             | 24               | J2               | 12               | 0                | -                | -                | 2                | 1                | 14               | 1                |
| 2018             | 大分             | 24               | J2               | 4                | 0                | -                | -                | 1                | 0                | 5                | 0                |
| 2019             | 群馬             | 30               | J3               | 19               | 1                | -                | -                | 2                | 0                | 21               | 1                |
| 2020             | 藤枝             | 15               | J3               | 34               | 3                | -                | -                | -                | -                | 34               | 3                |
| 2021             | 富山             | 17               | J3               | 28               | 3                | -                | -                | 2                | 1                | 30               | 4                |
| 2022             | 富山             | 17               | J3               | 23               | 2                | -                | -                | 2                | 0                | 25               | 2                |
| 2023             | 八戸             | 9                | J3               | 31               | 4                | -                | -                | 1                | 0                | 32               | 4                |
| 通算             | 日本             | 日本             | J2               | 18               | 0                | -                | -                | 4                | 1                | 22               | 1                |
| 通算             | 日本             | 日本             | J3               | 154              | 13               | -                | -                | 8                | 1                | 162              | 14               |
| 通算             | 日本             | 日本             | JFL              | 9                | 0                | -                | -                | 0                | 0                | 9                | 0                |
| 総通算           | 総通算           | 総通算           | 総通算           | 181              | 13               | -                | -                | 12               | 2                | 193              | 15               |

その他の公式戦
- 2015年
  - J2・J3入れ替え戦 1試合0得点

### 出場歴
- J2初出場 - 2015年11月14日 第41節 大宮アルディージャ戦（NACK5スタジアム大宮）
- J3初出場 - 2016年4月10日 第4節 FC琉球戦（沖縄県総合運動公園陸上競技場）
  - 初得点 - 2019年10月12日 第26節 ブラウブリッツ秋田戦（ソユースタジアム）

## タイトル

### クラブ
大分トリニータU-18
- プリンスリーグ九州1部：2回(2013年、2014年)

大分トリニータ
- J3リーグ：1回（2016年）

## 代表歴
- U-15日本代表（2011年）